# Olenecamptus circulifer
Olenecamptus circulifer är en skalbaggsart som beskrevs av Heller 1923. Olenecamptus circulifer ingår i släktet Olenecamptus och familjen långhorningar.
Artens utbredningsområde är Filippinerna. Inga underarter finns listade i Catalogue of Life.